# Компресивна терапија
Компресивна терапија  јесте прецизно одређен механички притисак на одређени део тела, чиме се смањује пречник (калибар) вена и омогућава потпуно затварање венских залистака. Тиме се постиже да крв брже и боље тече кроз крвне судове до срца. Компресивна терапија се сматра „златним стандардом“ који је индикован у свим стадијумима хроничне венске болести и код лимфедема. Компресијвна терапија се заснива на примени ккомпресивног завоја, медицинских чарапе са градуисаним притиском, компресивних „чизама“ и  нееластичне бандаже.

## Основне информације
Лекари су прописивали терапију компресијом хиљадама година, још од Хипократа из античке Грчке. Савремена наука наставља да открива нове предности компресивне терапије.
Компресивном терапијом се постиже спољашњи притисак на одређени део тела, са намером да се повећа венски или лимфни проток и на тај начин смањи едем ткива. То се постиже  притисак од 40 mmHg око прстију до 17 mmHg до испод колена. Нога је изложена опадајућем притиску, притиску који је најјачи у пределу скочног зглоба и пропорционално слаби према горњем делу чарапе. На овај начин се добија ефекат пумпе која помаже повратку венског тока, смањује венски притисак и спречава венску конгестију, чиме се ублажава бол и умор у ногама.
Ефекат компресивне терапије се појачава у комбинацији са физичком активношћу, јер се тиме повећава активност мишићне пумпе. Са контракцијом околних мишића дубоке вене се сужавају, крв се потискује у горње вене и даље ка срцу, дубоке вене се тако празне одоздо према горе, а доњи делови се затим пуне крвљу са површине. вене.
Компресивна терапија обезбеђује дуготрајан ефекат и спречава повратак симптома (ако су постојали). У зависности од стадијума болести вена, примењује се различит степен компресионе терапије.

## Врсте компресивне терапије
Компресивне чарапе
Компресивне чарапе побољшавају проток крви притиском на мишиће стопала, скочног зглоба и листа. Најчвршће су у зглобовима а лабавије су у други  деловима удова. Оне заустављају  накупљање течности у  ногама. Носе се цео дан, а скидају ноћу.
Компресивни завој
Компресивни завој  делују донекле као компресивна чарапе. Помаже у лечењу венских чирева и смањује отицање ногу.
Компресивна чизма
Компресивна чизма је завој који обавија потколеницу како би смањила велике отоке и и помогла у зацељивању венских чирева. Завој врши већи притисак када се савије нога.
Уређај за секвенцијалну компресију
Уређај за секвенцијалну компресију  је ногавица која се омотава око ногу и надувава ваздухом. Повећани ваздушни притисак на вене помаже у обнављању протока крви у срцу, смањујући течност и отицање ногу. Такође помаже у спречавању крвних угрушака. Људи који имају више ризичне здравствене проблеме, попут гојазности или дијабетеса, могу имати више користи од употребе оовог помагала.
Пумпа за лимфедем
Ову пумпа се користи један сат дневно на сваком доњем екстремитету. Пре употребе пумпе скидају се компресивне чарапе.

## Индикације

### Превенција тромбозе
Компресивна терапија смањује вероватноћу за појаву крвних угрушак док је пацијент на лечењу у болници, а према индикацијама можда ће морати да носите компресивне чарапе и када оде кући из болнице све док се не опорави.
Путници су такође изложени већем ризику од настанка крвног угрушка јер седе дуже време. Три пута је већа вероватноћа да се јави проблем са крвним угрушцима током дуготрајног летења авионом него у другим ситуацијама или на крачим летовима.
Компресионе чарапе могу смањити ризик од стварања крвних угрушака током путовања и смањују оток и нелагодност у ногама који су уобичајени на дугим летовима.

### Превенција и лечење варикозних вена
Да би се потиснула крв назад према срцу, вене у ногама имају вентиле који дозвољавају крви да се креће само у једном правцу. Понекад се ови вентили истроше и пуштају крв у вене. То може довести до проширених вена, отечених и уврнутих вена које могу изазвати бол и тежак, болан осећај у ногама.
Компресионе чарапе могу помоћи у смањењу нелагодности и отока које изазивају проширене вене. Након третмана проширених вена, компресивна терапија може помоћи у спречавању добијања нових проширених вена.

### Терапија отока
Притиском компресивних чарапа може се спречити да течност исцури из малих крвних судова у ногама. Може помоћи у спречавању отока када особа мора да седите или стојите мирно током дужег временског периода. На пример, неки људи их носе на дугим летовима авиона или ако често стоје на ногама на послу. ‌
Компресиона терапија такође може помоћи у лечењу отока. Када у ногама има има вишка течности, компресија помаже телу да је апсорбује.
Отицање стопала и глежњева такође је уобичајена нуспојава трудноће. Ако трудница носи компресивне хулахопке (према препоруци лекара) она може да смањи  оток и нелагодност у ногама.

### Лечење кожних чирева
Компресивна терапија  се може применити за лечење чирева на ногама (отворених ране на кожи које тешко зацељују), јера побољшава проток крви. Током процеса зарастања, компресивна терапија смањује симптоме чирева на ногама, као што су бол, оток и свраб. Како до 97% људи који су имали чир на ногама бременом добијају  још један чир на нози, терапија компресијом може да  помогне да пацијент не добије  нове чиреве на ногама.‌‌

### Превенција ортостатске хипотензије
Ортостатска хипотензија је стање у коме крвни притисак нагло пада пада  након устајања. Она може изазвати вртоглавицу, краткотрајни поремећај свести  или мучнину (као да ће повратити).
Ако пацијент често има овај проблем, лекар може препоручити компресивну терапију око бутина или струка. Овом терапијом може се спречити накупљање крви у ногама, што је оно што узрокује ортостатску хипотензију. Једна студија је чак открила да су труднице имале мање јутарњих мучнина и вртоглавице када су носиле компресијвне чарапе.‌

## Контраиндикације
Ова врста тераије има следеће контраиндикације:
- поремећај артеријске циркулације,
- инфициране ране са јаким лучењем са акутним упале коже и поткожног ткива,
- метаболички едем,
- декомпензација срца.

## Примена
Док је величина превентивних еластичних чарапа одређена је произвођачким бројем, код  терапеутских компресивним чарапа то није случај. Не постоје универзалне компресивне чарапе за вене. За сваку особу потребно је измерити обим уда на одређеним местима, а тек на основу мерења одредеђује се величина чарапа. Чарапа не сме бити превелика или премала. Мерење је најбоље урадити одмах ујутру након устајања из кревета, док се оток ногу није повећао.
Компресивна чарапа се употребљава тако да се ставља одмах након јутарњег буђења, док се вене још нису напуниле крвљу.

## Ризици и компликације компресивне терапије
Терапију компресијом треба избегавати у стањима које утиче на кожу или тактилне осечаје. 
Остали ризици укључују неправилну употребу компресивних чарапа. Обично су безбедни за употребу када су глатки, без икаквих бора и када се правилно уналеђу на екстремитет.
Погрешно навлачење компресивних чарапа може изазвати оштећење коже или, у неким случајевима, деловати као подвез.